# Stefan Boermans
Stefan Boermans (* 13. Dezember 1994 in Hengelo) ist ein niederländischer Beachvolleyball- und ehemaliger Volleyballspieler.

## Karriere
Boermans spielte 2018 mit Casper Haanappel vorwiegend auf nationalen Turnieren. Beim 1-Stern-Turnier der World Tour in Samsun erreichten Boermans/Haanappel Platz drei. Mit Dirk Boehlé wurde Boermans 2019 niederländischer Vizemeister und gewann das FIVB 1-Stern-Turnier in Montpellier. Seit 2020 spielt Boermans mit Yorick de Groot. Nach der nationalen Vizemeisterschaft erreichten die beiden Niederländer bei den 4-Sterne-Turnieren der World Tour 2021 in Cancún zweimal Platz fünf und gewannen das 4-Sterne-Turnier in Gstaad. Im August erreichten Boermans / de Groot das Endspiel der Europameisterschaft in Wien, das sie gegen die Norweger Anders Mol und Christian Sørum verloren. Anschließend gewannen sie ihren ersten Landesmeistertitel.
Bei der neugeschaffenen World Beach Pro Tour 2022 erreichten Boermans / de Groot im März in Mexiko beim Challenge-Turnier in Tlaxcala und beim Elite16-Turnier in Rosarito jeweils Platz neun. Nach einem vierten Platz im Mai beim Challenge-Turnier in Doha kletterten sie für kurze Zeit auf Platz eins in der Weltrangliste. Wegen einer Verletzung von de Groot trat Boermans im weiteren Verlauf der Saison mit Matthew Immers an. Bei der Weltmeisterschaft in Rom erreichten Boermans/Immers als Gruppendritte die erste Hauptrunde, in der sie gegen die neuen Weltmeister Mol/Sørum ausschieden. Einen Monat später gewannen sie das Challenge-Turnier in Agadir. Auf der zweiten Hälfte der World Pro Tour 2022 (mit Immers) und auf der World Pro Tour 2023 (wieder mit de Groot) hatte Boermans fast ausnahmslos Top-Ten-Platzierungen. Wegen einer Verletzung verpasste Boermans die Europameisterschaft 2023 in Wien. Bei der Weltmeisterschaft in Tlaxcala wurden Boermans / de Groot Fünfte. Im März 2024 gelangen Boermans und de Groot in Doha der erste Sieg eines Elite16-Turniers und damit ihr größter Erfolg. Anschließend erkämpften die beiden bei gleichwertigen Events in Tepic die Viertelfinal- und in Brasilia die Achtelfinalteilnahme. Durch den dritten Platz beim Challenge in Stare Jabłonki schoben sich die Niederländer im vorläufigen Olympiaranking an ihren Landsleuten Immers / van de Velde und Brouwer / Meeuwsen vorbei in die Pole-Position. Durch die Endspielteilnahme beim Elite16 in Ostrava konnten sie diese Position noch festigen. Nach dem Viertelfinaleinzug in  Wien gewannen sie in bei den Spielen in Paris ihre Gruppe und die erste Hauptrunde ohne Satzverlust. Danach unterlagen sie den Silbermedaillengewinnern Ehlers / Wickler und belegten somit auch bei dieser Veranstaltung den geteilten fünften Rang. Bei der EM trafen sie in der Runde der letzten Acht wiederum auf die Deutschen und verloren auch dort. Anschließend vervollständigten sie in Hamburg ihren Medaillensatz des Jahres bei Elite16-Turnieren.